# Lovas Dániel (újságíró)
Lovas Dániel (Szentes, 1954. augusztus 25. –) könyvkiadó, újságíró, szerkesztő, kultúrtörténeti, képzőművészeti és sakkszakíró, médiaelemző.

## Élete
A szegedi egyetemen végzett 1978-ban magyar–történelem szakon, majd ugyanitt szerzett bölcsészdoktori oklevelet 1984-ben. Szerkesztője és társszerzője volt 1977-ben – Ambrus Lajossal, Zalán Tiborral – a szegedi egyetemi diáklap Ady-emlékszámának. Első irodalmi publikációja 1977-ben jelent meg a Tiszatáj folyóiratban.
1984–89 között a Petőfi Népe munkatársa. 1986–1990 között a Magyar Nemzet tudósítójaként számos cikket publikált a napilapban. A rendszerváltozást megelőző években a Magyar Rádió tudósítójaként is működött.
1989-ben újraindította az 1950-ben nevétől megfosztva államosított, majd az 1956-os újraindítási kísérlet után betiltott Kecskeméti Lapokat. 1990-ben elindította a Kecskeméti Füzetek könyvsorozatot. 1991–2002 között a Petőfi Népe (Bács-Kiskun megyében, Pest megye déli részén megjelenő) napilap főszerkesztője volt. 2002–2005 között a Világgazdaság című üzleti napilapot kiadó Zöld Újság Rt. elnök-vezérigazgatójaként működött.
1998–2000 között főiskolai docens, gyakorlati újságírást tanított.
2006-tól a decoArt könyvek és 2008-tól a Kecskeméti Lapok Magyar Múzsa Könyvsorozatának főszerkesztője. Az általa szerkesztett Magyar Múzsa Könyvek, ettől kezdve több, egymást váltó kiadó gondozásában, folyamatosan megjelennek. 2016–2018 között a Kecskeméti Lapok mellékleteként megjelenő Hírös Gazdaság Magazin felelős szerkesztőjeként működött.
2016-tól a Magyar Újságírók Közösségének elnöke.  A MÚK Magyar Múzsa címen, 2017 óta megjelenő kulturális folyóiratának felelős kiadója és egyik szerkesztője.  
Az 1970-es évek óta nemzetközileg jegyzett sakkversenyző. 1978-tól közel egy évtizedig tagja volt a hazai élvonalban sikeresen szereplő kecskeméti sakkcsapatnak. Nemzetközi egyéni versenyt nyert Dániában és számos, európai versenyeken elért kecskeméti csapatgyőzelem részese volt. A kecskeméti Tóth László Sakk Egyesület alelnöke.
A budapesti Városliget történetét a 2000-es évek eleje óta kutatja. Számos cikke, könyve jelent meg e témában. Rendszeresen publikál a Városliget múltjáról a Múlt-Kor című történelmi magazinban. A 2013-ban megjelent Élet a régi Városligetben című kötet szerkesztője és egyik szerzője. Ugyancsak társszerzője a 2019-ben megjelent A Millenium Háza című könyvnek. 

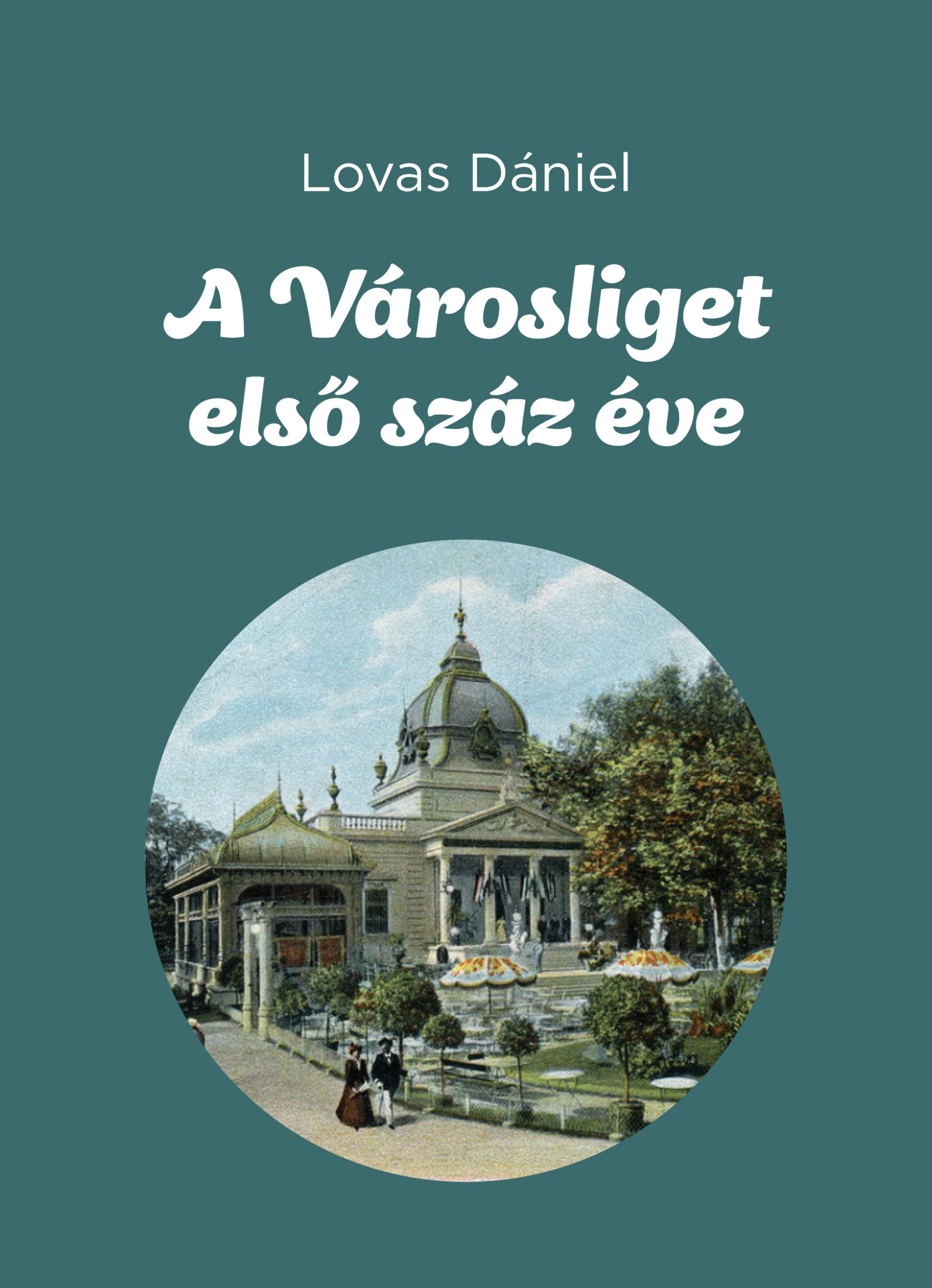

Számos könyvet publikált a médiával, újságírással kapcsolatban, emellett szakkönyveket, katalógusokat és átfogóbb ismertetőket képzőművészeti területen, képes albumokat és helytörténeti munkákat Kecskeméthez és Budapesthez köthetően, lexikonokat és kismonográfiákat sakk témában. 
Felesége Lovas Beáta Csilla, gyermekei Dániel, Borbála és Eszter.

## Díjak, kitüntetések
- 1994: Honvédelemért Kitüntető Cím I. osztály
- 1998: Kecel Városáért Kitüntető Díj
- 2002: Kalocsa-Kecskeméti Érsekség médiadíja
- 2006: Petőfi Sándor Sajtószabadság-díj
- 2014: Magyar Gazdaságért Díj
- 2016: 1956-os emlékérem

## Tagságok, kuratóriumi tagságok
- a Táncsics Mihály-díj kuratóriumának tagja
- a VOSZ Bács-Kiskun megyei elnökségének tagja, a szervezet titkára
- a Bács-Kiskun megyei Prima Primissima Díj kitüntetés-sorozat egyik szervezője

## Munkássága, kiadott könyvei
- Lovas – Walter: Kecskemét (fotóalbum, KL, 1990)
- A helyi sajtó ABC-je (kézikönyv, KL, 1996)
- A publicisztika (tanulmány, PN, 1996)
- A természet szerelmese – Bozsó János (műv. Album, 1997, szerk.)
- Lovas – Walter: Kecskemét és a kiskunsági puszták (többnyelvű album, KL, 1998)
- Megyei napilapok kiadása és szerkesztése (kézikönyv, AS, 1999)
- Lovas – Walter: Kecskemét és a kiskunsági puszták (2., javított kiadás, KL, 2003)
- Don-Lovas-Pogány: Új magyar szignótár (műtárgyjelzések, decoArt, 2005)
- Kecskemét (3., javított kiadás, KL, 2005)
- Csányi – Lovas: Magyar aukciós kézikönyv 2005 (évkönyv, decoArt, 2006)
- The Chess Greats of the World 1. – Judit Polgar (sakk, kétnyelvű, Caissa, 2006)
- Lovas – Walter: Kecskemét (fotóalbum, 4. kiadás, KL, 2006)
- The Chess Greats of the World 2. – Bobby Fischer (sakk, kétnyelvű, Caissa, 2006)
- A megyei közélet jelesei (szerk, KL, 2006)
- The Chess Greats of the World 3. – Paul Morphy (sakk, kétnyelvű, Caissa, 2006)
- The Chess Greats of the World 4. – Capablanca (sakk, kétnyelvű, Caissa, 2006)
- Balai – Lovas: 1956 – Kecskeméti ötvenhatos olvasókönyv (KL, 2006)
- Élet a régi Kecskeméten (KL, 2006)
- The Chess Greats of the World 5. – Veselin Topalov (sakk, kétnyelvű, Caissa, 2006)
- Don-Lovas-Pogány: Új magyar művésznévtár I-II. (életrajzi lexikon, decoArt, 2006)
- Lovas-Mártonfi: Hangolj ránk! 10 éves a Gong Rádió (sajtótörténet, Gong, 2006)
- The Chess Greats of the World 6. – Kasparov (sakk, kétnyelvű, Caissa, 2007)
- The Chess Greats of the World 7. – Korchnoi (sakk, kétnyelvű, Caissa, 2007)
- Csányi – Lovas: Magyar aukciós kézikönyv 2006 (évkönyv, decoArt, 2007)
- The Chess Greats of the World 8. – Anand (sakk, kétnyelvű, Caissa, 2007)
- The Chess Greats of the World 9. – Kramnik (sakk, kétnyelvű, Caissa, 2007)
- The Chess Greats of the World 10. – Péter Lékó (sakk, kétnyelvű, Caissa, 2007)
- Ifj. Gyergyádesz-Iványosi-Szabó A.-Iványosi-Szabó T.-Lovas: Kecskemét (KL, 2008)
- Csányi – Lovas: Magyar aukciós kézikönyv 2007 (évkönyv, decoArt, 2008)
- Magyar Múzsa (kulturális folyóirat 1-2. szám (szerk. KL, 2008)
- The Chess Greats of the World 11. – Carlsen (sakk, kétnyelvű, Caissa, 2008)
- Lovas – Kiss: Két kíváncsi kalandjai Kecskeméten (gyermek városkalauz, KL, 2008)
- Lovas – Kiss: The Adventures of Two Curious Kids in Kecskemét (angol nyelvű változat, KL, 2008)
- Csányi – Lovas: Magyar aukciós kézikönyv 2008 (évkönyv, decoArt, 2009)
- A helyi sajtó jelene és jövője (in: Új államalapítás, Kecskeméti Lapok, 2009)
- Mészáros–Lovas (szerk.): Polgári Gondola (Kecskeméti Lapok, 2009)
- Magyar sakklexikon (decoArt Könyvek, 2009)
- Mérlegen a helyi média (Kecskeméti Lapok, 2010)
- Csányi – Lovas: Magyar aukciós kézikönyv 2009 (évkönyv, decoArt, 2010)
- The Chess Greats of the World 12. – Alekhine (sakk, kétnyelvű, Caissa, 2010)
- Lovas Beáta – Lovas Dániel: Milliós festők és szobrászok (decoArt, 2010)
- The Chess Greats of the World 13. – Mihail Tal (sakk, kétnyelvű, Caissa, 2010)
- Anand – Topalov, Sofia 2010, The Story of the Great Match for the FIDE World Title (sakk, angol nyelvű, decoArt, 2010)
- Don-Lovas-Pogány: Új magyar szignótár (műtárgyjelzések, 2. kiadás, decoArt, 2010)
- Élet a régi Kecskeméten (2., bővített kiadás, Kecskeméti Lapok, 2010)
- Sakk kislexikon (decoArt Könyvek, 2010)
- The Chess Greats of the World 14. – Ivanchuk (sakk, kétnyelvű, Caissa, 2011)
- Lovas Beáta – Lovas Dániel: Magyar aukciós kézikönyv 2010 (évkönyv, decoArt, 2011)
- The Chess Greats of the World 15. – Karpov (sakk, kétnyelvű, Caissa, 2011)
- Dániel Lovas: Anand – Gelfand, The Story of the Great Match for the FIDE World Title (sakk, angol nyelvű, decoArt, 2012)
- Lovas Beáta – Lovas Dániel: Magyar aukciós kézikönyv 2011 (évkönyv, decoArt, 2012)
- Kecskemét régen és ma (magyar-angol-német nyelvű városalbum, KL, 2012)
- Élet a régi Városligetben (társszerző és szerkesztő, KL, 2013)
- Kecskemét régen és ma (magyar-angol-német városalbum, 2. javított kiadás, KL, 2013)
- Újpest régen és ma (magyar-angol nyelvű városalbum, KL, 2014)
- The Chess Greats of the World 16. – Nakamura (sakk, kétnyelvű, Caissa, 2014)
- Kecskemét régen és ma (magyar-angol-német városalbum, 3. javított kiadás, KL, 2015)
- Cifrapalota (sorozatcím: A kecskeméti történelmi főtér épületei 1., magyar-angol nyelvű, társszerző és szerkesztő, KL, 2015)
- Zsinagóga (sorozatcím: A kecskeméti történelmi főtér épületei 2., magyar-angol nyelvű, szerkesztő, KL, 2015)
- A magyar katona (szerkesztő, KL, 2015)
- Mindenhol Gong! Húszéves a Gong Rádió (Gong Kiadó, 2016)
- Kecskemét 56'60 – Ötvenhatos kecskeméti olvasókönyv (társszerző, Kecskeméti Lapok, 2016)
- A kecskeméti felsőfokú oktatás története (társszerző, szerkesztő, Gong Kiadó, 2016)
- Újkollégium (sorozatcím: A kecskeméti történelmi főtér épületei 3., magyar-angol nyelvű, szerkesztő, Gong Kiadó, 2017)
- Megfűszereztem az életem – Garaczi János mesterszakács (Gong Kiadó, 2017)
- Megmarad a szeretet – dr. Balogh László református esperes (szerkesztő, Pro Karmine, 2017)
- Tanyacsárda (Gong Kiadó, 2018)
- Kecskeméti Katona József Színház (sorozatcím: A kecskeméti történelmi főtér épületei 4., magyar-angol nyelvű, szerkesztő, Gong Kiadó, 2018)
- A 650 éves város – Kecskemét régen és ma (Gong Kiadó, 2018)
- Rózsák a hóban (Magyar Múzsa könyvek, szerkesztő, MÚK, 2019)
- Újpest régen és ma (2., átdolgozott kiadás, Újpesti Önkormányzat, 2019)
- Kecskemét szecessziós építészete (sorozatcím: A kecskeméti történelmi főtér épületei 5., magyar-angol nyelvű, szerkesztő, KL, 2019)
- A Millennium háza (társszerző, vezető szerkesztő, Városliget Zrt., 2019)
- Magyar Múzsa folyóirat (új folyam, szerkesztő, MÚK, 2017-2019)
- World team of Chess Geniuses – Alekhine (2019)
- A Városliget első száz éve (2019)
- A Városliget története. A kezdetektől napjainkig; Múlt-kor Kulturális Alapítvány, Budapest, 2024